# Leptostylopsis planidorsus
Leptostylopsis planidorsus là một loài bọ cánh cứng trong họ Cerambycidae.